# NGC 3151
NGC 3151 je galaksija u zviježđu Malom lavu.

## Vanjske poveznice
- SEDS: NGC 3151